# Опарин, Денис Александрович
Денис Александрович Опарин (26 июня 1979 — 2 июля 2019) — российский офицер, подводник-гидронавт, капитан 1-го ранга, Герой Российской Федерации (2019).

## Биография
Родился в 1979 году в посёлке Оленья Губа, Мурманской области в семье капитана 1-го ранга Героя Российской Федерации Александра Ивановича Опарина и врача Зинаиды Опариной. После окончания школы Денис Опарин продолжил семейную традицию и связал жизнь со службой в Военно-морском флоте. Служил в составе экипажа глубоководной атомной станции АС-12 «Лошарик».
Погиб 2 июля 2019 года вскоре после пожара на автономной глубоководной станции АГС-31, проводившей батиметрические работы в Баренцевом море. 6 июля 2019 года похоронен с воинскими почестями на Серафимовском кладбище Санкт-Петербурга.

## Память
- Школа в посёлке Оленья Губа носит имя Дениса Опарина[4]. На её территории в 2019 году открыта мемориальная доска погибшему моряку-подводнику[5].
- Имя присвоено улице Петергофа.
- В 2020 году имя было присвоено средней общеобразовательной школе № 529 Санкт-Петербурга[6].
- В 2020 году в честь него была открыта мемориальная доска в средней образовательной школе № 466 Санкт-Петербурга.

## Награды и звания
- За мужество и героизм, проявленные при исполнении воинского долга, Указом Президента Российской Федерации от 4 июля 2019 года Опарину Денису Александровичу присвоено звание Героя Российской Федерации (посмертно)[7]
- Орден Мужества
- Медаль ордена «За заслуги перед Отечеством» II степени
- Медаль Ушакова[8]